# Otar Tschiladse
Otar Tschiladse (georgisch ოთარ ჭილაძე; * 20. März 1933 in Sighnaghi, Georgien; † 1. Oktober 2009 in Tiflis) war ein georgischer Schriftsteller, Lyriker und Dramatiker. Er gilt als einer der Klassiker der georgischen Literatur der zweiten Hälfte des 20. Jahrhunderts. Nach seinem Tod 2009 erhielt er ein Ehrengrab im Mtazminda-Pantheon.

## Werke

### Lyrik
- Züge und Reisende, 1959
- Tontafeln, 1963
- Das Eisenbett, 1965
- Das Jahr des Lichtes, 1967
- Das Kind spielte auf Wunsch der Gäste, 1968
- Neun Poeme, 1969
- Die andere Seite des Herzens, 1974
- Denk an das Leben, 1984

### Romane
- Ein Mann ging des Weges, 1973 – Deutsch erschienen (Der Garten der Dariatschangi) Matthes & Seitz, Berlin 2015, in der Übersetzung von Kristiane Lichtenfeld.
- Dass mich totschlage, wer mich findet, 1976, Deutsch unter dem Titel "...daß mich totschlage, wer mich findet", Berlin 1983, in der Übersetzung von Leonore Weist erschienen.
- Das eiserne Theater, 1981, Deutsch erschienen im Verlag Volk und Welt, Berlin 1988, in der Übersetzung von Kristiane Lichtenfeld.
- Der Märzenhahn, 1987
- Awelum, 1995, Deutsch erschienen im Verlag Volk und Welt, Berlin 1998, in der Übersetzung von Kristiane Lichtenfeld.
- Der Korb (Matthes & Seitz, Berlin 2018)

### Drama
- Das Labyrinth, 1990